# 邓油坊镇
邓油坊镇，是中华人民共和国河北省张家口康保县下辖的一个乡镇级行政单位。

## 行政区划
邓油坊镇下辖以下地区：
邓油坊东村、邓油坊西村、黄家梁村、四台村、后不东户村、郭化营村、贾德堡村、李照梁村、李贵沟村、张守业村、东梁村、二先生房村、宋家营村、向阳村、郭发梁村、站狮沟村、沙沟房村、前淖卜子村、碱店村、二巨沟村、大邬邓村和三台村。